# Sociedade Bíblica de Portugal
A Sociedade Bíblica de Portugal resulta da constituição em associação do que por mais de um século foi uma agência da Sociedade Bíblica Britânica e Estrangeira (SBBE) que se encarregou de distribuir as primeiras edições bíblicas (Novos Testamentos) em Portugal, a partir de 1809. Este serviço foi inicialmente realizado por britânicos em Portugal, tanto capelães militares aqui estacionados durante a Guerra Peninsular como por comerciantes, muitos dos quais ligados à exportação do Vinho do Porto. Não obstante os condicionalismos políticos e religiosos da época, com a Inquisição ainda em vigor, escassos anos após a fundação da SBBE em Londres em 1804, já se distribuíam Bíblias em português, tanto no espaço metropolitano como colonial. Em 1819 viria a ser editada pela primeira vez uma Bíblia completa (tradução de João Ferreira de Almeida), a qual foi sendo profusamente distribuída em Portugal e no estrangeiro.
Em novembro de 1835 esteve em Lisboa, pela primeira vez, um agente da SBBE, George Borrow; este acabou por seguir para Espanha, onde esteve até 1840 em ações de promoção bíblica, tendo aí traduzido para romani e basco o Evangelho segundo São Lucas. Por essa época a representação dos interesses da SBBE estava confiado a um comerciante inglês estabelecido em Lisboa, John Wilby. Para além da tradução de Almeida, a SBBE bem cedo começou também a publicar e distribuir a tradução do padre católico António Pereira de Figueiredo. Só em 1864, porém, após uma visita a Lisboa do Rev. Tiddy da SBBE, se estabeleceu uma agência definitiva da Sociedade Bíblica, da qual o rev. Francis Henry Roughton foi o primeiro responsável, sendo substituído em 1870 por J. E. Tugman. O primeiro grande líder da organização foi o rev. Robert Stewart, escocês, capelão presbiteriano em Lisboa, desde 1869, que durante 26 anos, a partir de 1876, desenvolveu este trabalho. Já no século XX, em 1902, Stewart vê-se obrigado a deixar as suas funções, por motivo de doença. Nesta altura, a SBBE, em Londres, optou por nomear um agente para toda a Península Ibérica, o rev. Robert Walker, em Madrid, deixando em Portugal um sub-agente, neste caso Robert Moreton (filho).
Não existem estatísticas claras quanto ao número de Bíblias publicadas em Portugal pela SBBE, nas duas traduções (Almeida e Figueiredo), dos princípios do século XIX até 1922. Porém, os dados fornecidos pelos relatórios britânicos, dão como impressos em português, no reino e em Londres, entre 1809 e 1905, 221 342 Bíblias, 492 420 Novos Testamento e 930 275 Evangelhos, Epístolas, etc. Quando Moreton já não podia levar para a frente este trabalho, foi substituído em 1935 por Guido Waldemar Oliveira, o primeiro português a assumir esta posição. Oliveira era jovem e muito ambicionou desenvolver o trabalho da Sociedade Bíblica mas, apenas quatro meses depois de assumir funções, acusou um esgotamento cerebral, sendo obrigado a abandonar o trabalho. Assim, no mesmo ano foi nomeado um novo agente da Sociedade Bíblica, voltando-se a escolha novamente para um estrangeiro, porém conhecedor profundo da língua e costumes, já que se encontrava no país há alguns anos, como missionário. Tratava-se de Paul Vallon, de nacionalidade suíça, que se manteve à frente da Sociedade Bíblica até finais de 1968.

Em janeiro de 1969 tomou posse como secretário da Sociedade Bíblica, um experiente pastor protestante, rev. Augusto Esperança. Foi durante as cerca de três décadas do seu serviço que a Sociedade Bíblica tomou a sua atual forma. Foi organizada a Sociedade Bíblica de Portugal (SBP) como associação em 1989 e desenvolveu-se uma nova tradução da Bíblia, em português corrente e de âmbito interconfessional, seguindo as mais modernas técnicas de tradução do texto bíblico. Em setembro de 1997, Timóteo Cavaco tomou posse como secretário-geral, tendo sido durante esses anos consolidada uma estrutura em torno da missão de "levar a Bíblia às pessoas e trazer as pessoas à Bíblia". A partir de janeiro de 2016, passou a ser diretor executivo da Sociedade Bíblica de Portugal o rev. Miguel Jerónimo.
1. ↑  Cavaco, Timóteo. «O contexto específico das origens da Sociedade Bíblica e os seus "vários começos" em Portugal». Universidade Lusófona de Humanidades e Tecnologias. Revista Lusófona de Ciência das Religiões (7/8): 36
2. ↑  Leite, Rita Mendonça; Cavaco, Timóteo (2010). «A circulação da Bíblia no Portugal oitocentista». Edições Universitárias Lusófonas. Revista Lusófona de Ciência das Religiões - Série Monográfica. VI: 191